# Microcomputer Associates Jolt
Microcomputer Associates Jolt (Jolt) је кућни рачунар фирме Microcomputer Associates Inc. који је почео да се производи у Сједињеним Америчким Државама током 1975. године.
Користио је Mos Technology 6502 микропроцесорску јединицу а RAM меморија рачунара је имала капацитет од 512 бајтова (прошириво до 4 KB). 
Као оперативни систем кориштен је DEMON(TM) монитор/дибагер у машинском језику.

## Детаљни подаци
Детаљнији подаци о рачунару Jolt су дати у табели испод.
|                       |                                                  |
| [ 1 ]                 |                                                  |
| Произвођач            |                                                  |
| Тип                   | кућни рачунар                                    |
| Меморија              | 512 бајтова (прошириво до 4 KB)                  |
| Поријекло             | Сједињене Америчке Државе                        |
| Година                | 1975                                             |
| Тастатура             | нема (V.24, телепринтер веза)                    |
| Процесор              |                                                  |
| Фреквенција процесора | 1                                                |
| RAM                   | 512 бајтова (прошириво до 4 KB)                  |
| ROM                   | 1 KB                                             |
| Текст                 |                                                  |
| Графика               |                                                  |
| Боја                  |                                                  |
| Звук                  | нема                                             |
| Димензије             | 19,25 (ширина) x 16 (дубина) x 5,75 (висина) ins |
| Портови               |                                                  |
| Оперативни систем     | монитор/дибагер у машинском језику               |